# Anthrax spectrum
Anthrax spectrum är en tvåvingeart som först beskrevs av Franz Paula von Schrank 1785.  Anthrax spectrum ingår i släktet Anthrax och familjen svävflugor. Inga underarter finns listade i Catalogue of Life.